# Neheri I.
Neheri (I.) war Gaufürst im 15. Oberägyptischen Gau zu Beginn des Mittleren Reiches. Er ist vor allem von Inschriften aus den Alabastersteinbrüchen von Hatnub bekannt, wo er die Standardtitulatur eines Fürsten in diesem Gau trägt: Bürgermeister (Ḥ3tj-  = Hati-a), Leiter der beiden Throne (Ḫrp-nsty = Cherep-nesty), Vorsteher der Priester und Oberhaupt des Hasengaues. In einer Inschrift trägt er auch die Titel eines Wesirs. Seine Inschriften sind nach seinen eigenen Regierungsjahren datiert. Das höchste belegte Jahr ist dabei Jahr 8. Neheri I. hatte ein mit Reliefs dekoriertes Grab in Dair al-Berscha. Seine genaue Datierung ist umstritten. Neuere Forschungen tendieren dazu, ihn an den Beginn der 12. Dynastie zu setzen.